# BK Barons Rīga
Der BK Barons Rīga ist ein Basketballverein aus Lettland. Er spielt zurzeit (2012/13) in der Baltic Basketball League und in der Lettischen Basketballliga (LBL).

## Namensänderungen
- 1991–1993 Princips Riga
- 1993–2001 LainERS Riga
- 2001–2004 Barons Riga
- 2004–2005 Barons/LU Riga
- 2005–2006 Barons/Ridzene Riga
- 2006–2009 Barons/LMT Riga
- 2009–2011 Barons Riga
- Seit 2011 Barons Kvartāls Riga

## Geschichte
Gegründet 1991 unter dem Namen „Princips“ war der Club einer der Gründer der Lettischen Basketballliga. In den ersten Jahren gehörte der Club, jetzt unter dem Namen LainERS, zu den Top 4 in Lettland ohne einen Titel zu erringen. In den 90er Jahren erreichte der Clubs seinen größten Erfolg in der Saison 1998/99, als man das Halbfinale der Lettischen Play-offs erreichte, wo man gegen „RBS-Skals“ ausschied. Es folgten einige Jahre des Mittelmaßes in der lettischen Liga. Seine beste Zeit hatte der Club in den Jahren 2004–2010. In dieser Zeit erreichte man in der LBL jedes Jahr mindestens das Halbfinale. Dabei wurde 2008 und 2010 die Meisterschaft gewonnen. Ebenso 2008 wurde das Finale der EuroChallenge gegen Dexia Mons-Hainaut gewonnen.

### Saisonübersicht
| Saison  | National | Platz | LBL Play-off  | Regional           | Platz | Europa                 |
| ------- | -------- | ----- | ------------- | ------------------ | ----- | ---------------------- |
| 1992–93 | LBL      | 3     | –             | –                  | –     | –                      |
| 1993–94 | LBL      | 4     | –             | –                  | –     | –                      |
| 1994–95 | LBL      | 3     | –             | –                  | –     | –                      |
| 1995–96 | LBL      | 4     | –             | –                  | –     | –                      |
| 1996–97 | LBL      | 7     | –             | –                  | –     | –                      |
| 1997–98 | LBL      | 3     | Halbfinale    | –                  | –     | –                      |
| 1998–99 | LBL      | 7     | Viertelfinale | –                  | –     | –                      |
| 1999–00 | LBL      | 3     | –             | –                  | –     | –                      |
| 2000–01 | LBL      | 6     | –             | –                  | –     | –                      |
| 2001–02 | LBL      | 5     | –             | –                  | –     | –                      |
| 2002–03 | LBL      | 6     | Viertelfinale | –                  | –     | –                      |
| 2003–04 | LBL      | 5     | Halbfinale    | –                  | –     | –                      |
| 2004–05 | LBL      | 3     | Finale        | BBL Elite Division | 9     | –                      |
| 2005–06 | LBL      | 3     | Finale        | BBL Elite Division | 5     | EuroChallenge 1. Runde |
| 2006–07 | LBL      | 3     | Halbfinale    | BBL Elite Division | 2     | Eurochallenge 1. Runde |
| 2007–08 | LBL      | 1     | Sieger        | BBL Elite Division | 4     | Eurochallenge Sieger   |
| 2008–09 | LBL      | 5     | Finale        | BBL Elite Division | 7     | –                      |
| 2009–10 | LBL      | 1     | Sieger        | –                  | –     | –                      |
| 2010–11 | LBL      | 5     | Achtelfinale  | –                  | –     | –                      |
| 2011–12 | LBL 2    | 1     | –             | –                  | –     | –                      |
| 2012–13 | LBL      | 4     | Halbfinale    | BBL                | 4     | –                      |

## Kader
| Spieler | Spieler  | Spieler           | Spieler    | Spieler | Spieler | Spieler        |
| Nr.     | Nat.     | Name              | Geburt     | Größe   | Info    | Letzter Verein |
| ------- | -------- | ----------------- | ---------- | ------- | ------- | -------------- |
|         |          | Guards (PG, SG)   |            |         |         |                |
| 6       | Lettland | Aigars Šķēle      | 04.12.1992 | 192     |         |                |
| 8       | Lettland | Maksis Uškāns     | 12.07.1995 | 187     |         |                |
| 11      | Lettland | Ilmārs Bergmanis  | 22.06.1981 | 184     |         |                |
| 22      | Lettland | Dāvis Zonne       | 23.02.1996 | 180     |         |                |
|         |          | Forwards (SF, PF) |            |         |         |                |
|         | Lettland | Rihards Pāže      | 31.01.1993 | 199     |         |                |
| 7       | Lettland | Nauris Miezis     | 31.03.1991 | 190     |         |                |
| 9       | Lettland | Andris Epners     | 05.05.1992 | 198     |         |                |
| 12      | Lettland | Māris Gulbis      | 04.10.1985 | 202     |         |                |
| 13      | Lettland | Salvis Mētra      | 13.12.1984 | 195     |         |                |
| 34      | Lettland | Artūrs Brūniņš    | 13.07.1982 | 198     |         |                |
| 35      | Lettland | Gatis Epners      | 29.09.1982 | 194     |         |                |
|         |          | Center (C)        |            |         |         |                |
| 15      | Lettland | Jēkabs Rozītis    | 11.01.1986 | 205     |         |                |

| Trainer  | Trainer          | Trainer  |
| Nat.     | Name             | Position |
| -------- | ---------------- | -------- |
| Lettland | Martins Gulbis   | Chef     |
| Lettland | Juris Gluditis   | Co       |
| Lettland | Igors Miglinieks | Co       |

| Legende                                                                               | Legende   |
| Abk.                                                                                  | Bedeutung |
| ------------------------------------------------------------------------------------- | --------- |
|                                                                                       |           |
| Quellen                                                                               |           |
| [Barons Team card. (Memento vom 19. September 2013 im Internet Archive) Teamhomepage] |           |
| Ligahomepage                                                                          |           |
| Stand: 18.10.2012                                                                     |           |

| Legende                                                                               | Legende   |
| Abk.                                                                                  | Bedeutung |
| ------------------------------------------------------------------------------------- | --------- |
|                                                                                       |           |
| Quellen                                                                               |           |
| [Barons Team card. (Memento vom 19. September 2013 im Internet Archive) Teamhomepage] |           |
| Ligahomepage                                                                          |           |
| Stand: 18.10.2012                                                                     |           |

## Ehemalige Spieler
- Dainius Adomaitis
- Demetrius Alexander
- Dāvis Bertāns
- Kaspars Bērziņš

- Povilas Čukinas
- Giedrius Gustas

- Uvis Helmanis
- Kristaps Janičenoks
- Dontell Jefferson

- Kaspars Kambala

- Earl Jerrod Rowland
- Armands Šķēle